# Mike Fitzpatrick
Pour les articles homonymes, voir Fitzpatrick.
Michael G. Fitzpatrick dit Mike Fitzpatrick, né le 28 juin 1963 à Philadelphie et mort le 6 janvier 2020 à Levittown, est un homme politique américain, représentant républicain de Pennsylvanie à la Chambre des représentants des États-Unis de 2005 à 2007 et de 2011 à 2017.

## Biographie

### Jeunesse et débuts en politique
Les parents de Mike Fitzpatrick, Jim et Mary, sont originaires du Queens et s'installent à Levittown en Pennsylvanie. Ils sont tous les deux démocrates, Mike étant le premier républicain de la famille. Après un juris doctor à la Dickinson School of Law, il devient avocat.
En 1990 et 1994, il tente de se faire élire à la Chambre des représentants de Pennsylvanie face au démocrate Anthony Melio. Malgré l'investiture républicaine, il échoue à deux reprises, mais de seulement 220 voix en 1994. De 1995 à 2004, il siège au conseil du comté de Bucks.

### Représentant des États-Unis
En 2004, le représentant sortant Jim Greenwood annonce qu'il se retire de la campagne, après avoir remporté la primaire républicaine. Fitzpatrick est préféré par les dirigeants républicains au sénateur de l'État Joe Conti, soutenu par Greenwood, pour être candidat dans le 8e district de Pennsylvanie. Le district comprend le comté de Bucks dans sa totalité et des parties du comté de Montgomery et de Northeast Philadelphia.  Il est élu avec 55,3 % des voix face à la démocrate Virginia Schrader.
Candidat à un nouveau mandat en 2006, il affronte l'ancien militaire Patrick Murphy. Les démocrates pensent pouvoir remporter le siège, même si Fitzpatrick est en tête de la plupart des sondages. Il est battu de justesse avec 49,7 % des suffrages, soit 1 518 voix d'écart. Au niveau national, l'élection est également remportée par les démocrates, portés par le rejet de George W. Bush et de la guerre d'Irak.
Guéri d'un cancer colorectal, Fitzpatrick tente de reconquérir son siège en 2010. Contrairement à 2006, où il se vantait d'être l'un des républicains les plus libéraux du Congrès, Fitzpatrick fait une campagne marquée à droite. À l'occasion d'une « vague républicaine », il bat Murphy en rassemblant 53,5 % des suffrages. Il est réélu en 2012 et 2014 avec respectivement 56,6 % et 61,9 % des voix.
En faveur d'une limitation des mandats dans le temps, il s'engage à ne pas exercer plus de quatre mandats. Il n'est donc pas candidat à sa réélection en 2016. Son frère, Brian Fitzpatrick, se présente à sa succession et est élu. La même année, il est opéré après un scanner révélant un retour du cancer. Il meurt en janvier 2020.